# 脇坂安政
脇坂 安政（わきざか やすまさ）は、江戸時代前期の大名。信濃国飯田藩の第2代藩主、播磨国龍野藩の初代藩主。龍野藩脇坂家3代。官位は従五位下・中務少輔。後にその出自により譜代大名（願譜代）となる（後述）。脇坂家が現在に至るまで「龍野の殿様」として慕われる土台を作った人物である。

## 生涯
寛永10年（1633年）、堀田正盛の次男として誕生する。当時信濃飯田藩主であった脇坂安元の嗣子・安経が、備中松山藩初代藩主・池田長幸の遺領についての話し合いの席で池田長頼に殺害されたため、安元は堀田正盛の弟・安利を養子に迎えたが、19歳で亡くなる。そこで安元は、安利の甥にあたる正盛の次男・安吉（安政）を寛永17年（1640年）に養嗣子として迎えた。
養嗣子となってからは、名君として知られた養父・安元の下で飯田藩の経営にも深く関わっている。また、養嗣子となった同年に3代将軍・徳川家光に拝謁している。慶安4年（1651年）には従五位下・中務少輔に叙任されている。承応3年（1654年）に養父の死により家督相続。この際、襲封した5万5000石のうち2000石を安元の弟である脇坂安総に分知している。
万治元年（1658年）、江戸城の本丸修営に携わっている。また他にも、後に3度の大坂城加番や青蓮院法親王、勅使に対して馳走職を担当するなど、幕政に貢献している。万治3年（1660年）、下総国佐倉藩10万石の藩主であった安政の実兄・堀田正信は、旗本の困窮などで幕政を非難し、無断帰国したため改易蟄居処分となった。この時、兄の身柄を幕命により引き取っている。
寛文12年（1672年）、飯田から播磨龍野藩に転封となる。龍野は万治元年（1658年）に京極家が丸亀藩に転出して以降14年余り幕府領となっていたため、城も破却され、荒れた状態となっていた。当時の様子は「城地、武家屋敷はことごとく田畑となっていた」といわれるほど、城郭は荒んでいた。そこで、安政は幕府の許可を得ると直ちに城の再建に取りかかる。安政は町屋、農家に泊まり、1年余りで修理再建を行ったが、行ったのは修復のみであり、京極時代の城の再建であったともいえる。この時に築かれた城が現在の龍野城の元となっている。その後、城下町の整備も進め、現在のたつの市の原型を作り上げた。しかし、脇坂家時代の龍野の城下町は、規模でいうと26万石の大名であった京極時代の城下町と比べて大きく縮小しており、城下町の中心部を集中的に整備し発展させたといえる。その他、現在もたつの市の名産である「薄口醤油」の生産を奨励するなど、龍野藩の発展に尽くす。
延宝6年（1678年）、安政は嫡子の安村を多病を理由に廃嫡し、五男の安照を嫡子とした。しかし、安村は廃嫡されるまでに既に4代将軍・徳川家綱への拝謁と叙任を終えていたため、反感を募らせていたと思われ、直接行動に出た。天和2年（1682年）、安村は譜代である近江国彦根藩主・井伊直興に直談判に出たが、面会を拒否され、続いて上野天真法親王に直訴した。しかしこれは裏目に出て、これを聞いた幕府は激怒し、安村の身柄を小浜藩主酒井忠隆に預け、19年余り幽閉された。
天和3年（1683年）、安政は実家が譜代大名の堀田家であることを理由として、脇坂家を外様から譜代へと扱いの変更を幕府に申請し、許しを得た上で江戸城での伺候席が譜代の帝鑑間詰となり、外様から「願譜代」となる。貞享元年（1684年）、安照に家督を譲り、隠居して如水と号した。
元禄7年4月20日（1694年5月13日）、龍野にて死去した。享年62。

## 系譜
- 父：堀田正盛（1609年 - 1651年）
- 母：あぐり - 酒井忠勝五女
- 養父：脇坂安元（1584年 - 1654年）
- 正室：松仙院 - 松平康映の娘
  - 長男：脇坂安村（1656年 - 1706年）
- 側室：月光院 - 今井総十郎の娘
  - 五男：脇坂安照（1658年 - 1722年）
- 生母不明の子女
  - 長女：世伊 - 有馬清純継室
  - 次女：左牟 - 加藤泰恒正室